# Tillväxthormon

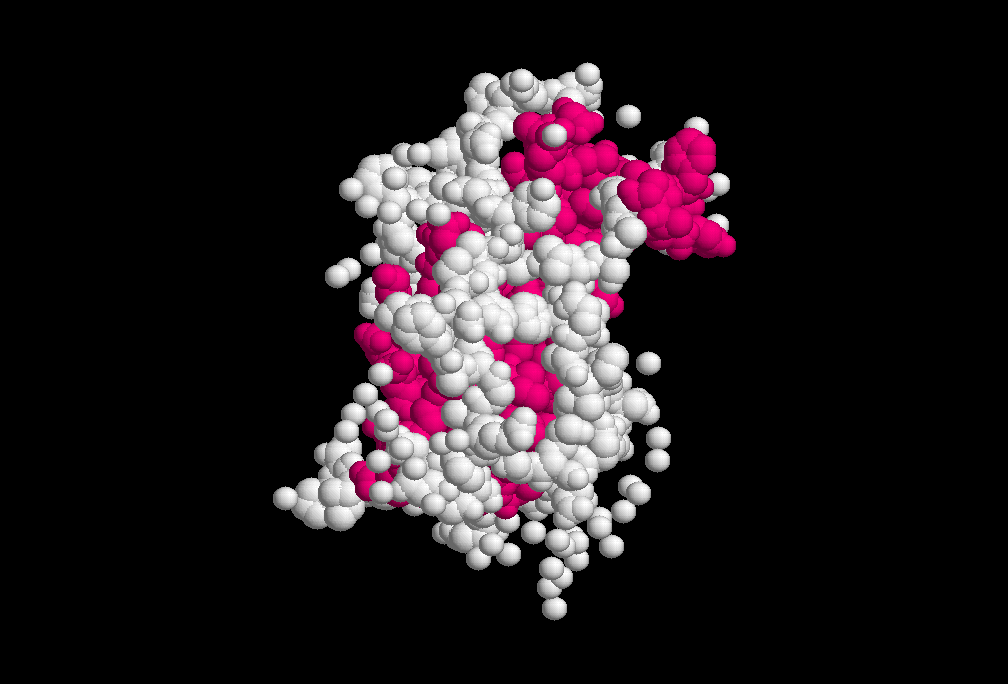
Tillväxthormon

Tillväxthormon är ett polypeptidhormon som bildas i hypofysens framlob (adenohypofysen). Hormonets främsta egenskap (för människor) är att reglera tillväxten hos barn, samt att bidra till mitos, celldifferentiering och celltillväxt. Förhöjda nivåer tillväxthormon ger akromegali och för låga ger tillväxthormonbrist.

## Nomenklatur
Synonymer till tillväxthormon är growth hormone (GH), somatotropin och somatotropt hormon (STH).

### Människa
I mer populätvetenskapliga sammanhang kallas humant tillväxthormon H.G.H.. eller HGH utifrån human growth hormone. Humant tillväxthormon från människokadavers hypofyser benämnes pit-hGH (pituitary human growth hormone). Humant tillväxthormon som sedan 1985 produceras genom rekombinant DNA-teknik kallas i den vetenskapliga litteraturen somatropin eller recombinant human growth hormone (rhGH) (och exempelvis Humatrope är ett av flera varumärken).

### Djur
Exempelvis nötkreaturs tillväxthormon som fram till 1980-talet utvanns från slaktkroppar, kallas i den vetenskapliga litteraturen bovine somatotropin (bST) eller bovine growth hormone (bGH). Nötkreaturs tillväxthormon produceras också med rekombinant DNA-teknik och kallas recombinant bovint somatotropin (rbST) och rBST eller recombinant bovint growth hormone (rBGH).

### Växter
Vissa fytohormoner påverkar växters tillväxt.

## Biokemi
Tillväxthormon är kemiskt sett mycket likt prolaktin, med 16% strukturell likhet. Människans GH består av 191 aminosyror. Det har, liksom prolaktin, två disulfidbindningar, inga glykosyleringar och bildas i hypofysen som en enkel kedja av polypeptider.
Produktionen av tillväxthormon sker genom aktivering av hypotalamus-hypofyssystemet. Hypotalamus bildar tillväxthormonfrisättande hormon, GHRH (Growth Hormone Releasing Hormone) som fäster på hypofysen, vilken reagerar genom att utsöndra tillväxthormon i blodet. GH färdas sedan via blodomloppet genom vilket det hittar sina målceller.
GH bildas i särskilda celler i hypofysen, som kallas acidofila somatotropa celler. Sedan det frisätts agerar det dels som ett hormon i sina målceller, dels deltar det i produktionen av somatomediner (IGF). IGF fungerar därefter reglerande dels direkt på GH med negativ feedback, dels genom att stimulera till frisättning av tillväxthormonhämmande hormon, somatostatin.
Kvinnor i fertil ålder har normalt mycket högre GH-värden än män, och kvinnors GH-värden reagerar i mindre grad på glukos. De har dock samma IGF-värden som män, på grund av att östrogen hämmar IGF-bildning. De högre värdena GH tyder på att kvinnor har en viss GH-resistens.
På målcellernas cellytor finns somatotropinreceptorer, vilka vid signal från GH reglerar transporten av aminosyror genom cellmembranet, katabolism, DNA-transkription med mera. GH leder till glukoneogenes, det bryter ner lipider, och påverkar kvävebalansen.

## Effekter och interaktioner
Tillväxthormon har flera funktioner; bland annat bidrar hormonet till längdtillväxt under barndom och pubertet. Flera hormoner är involverade i skelettets tillväxt, men tillväxthormonet är sannolikt det viktigaste av dessa. Dock är det en tvistefråga om tillväxthormonets påverkan är direkt eller om det är såsom modulerare av somatomedin (IGF-1). Det stimulerar osteoblasterna och därmed bl.a. kollagen. Efter puberteten har tillväxthormon inte längre någon effekt på längdtillväxt, eftersom benens tillväxtplattor har kalcifierats (förkalkats)
Efter att längdtillväxten upphört, stimulerar hormonet proteinsyntesen och fettförbränningen genom att interagera med tyreoideahormonerna. Tillväxthormon stimulerar bildning av trijodtyronin (T3), vilket ökar ämnesomsättningen. Sänkt sköldkörtelaktivitet, som vid hypotyrodism, sänker däremot nivåerna av tillväxthormon.
Koncentrationen i blod ökar under vissa typer av stress. Nivåerna blir fem gånger högre vid större operationer och ökar också vid annan fysisk, vårdrelaterad stress. Direkt efter sömn och under fasta är plasmanivåerna av tillväxthormon under 1 ng/ml för båda könen. Hos män med normala könshormonnivåer är det värdet konstant efter aktivitet. Hos kvinnor ökar dock plasmanivåerna till omkring 6,5 ng/ml efter aktivitet. Direkt efter ägglossningen och under luteala fasen ökar plasmanivåerna ännu mer efter aktivitet, men inte efter sömn. Hård fysisk träning får tillväxthormon att utsöndras hos män.
Mängden tillväxthormon som utsöndras är troligen olika under olika sömncykler. Eftersom sömncyklernas relativa längd ändras under livet, har personer i olika åldrar normalt olika tillväxthormonnivåer. Med stigande ålder blir djupsömnen mer kortvarig, och tillväxthormonutsöndringen lägre. I stället ökar kortisolutsöndringen vid uppvaknandet med stigande ålder.
Nivåerna tillväxthormon beror delvis på glukosvärdena; stegring av tillväxthormon förekommer vid hypoglykemi och framför allt vid för låga värden fria fettsyror (NEFA) - i det senare fallet korrelerar höga GH-värden med högre kortisolnivåer. Adrenalin och tillväxthormon har en korrelation med varandra, och vid behandling med betablockerare kan GH-nivåerna stiga, liksom sker vid administration av alfaadrenerga agonister. Nivåerna GH påverkas också av nivåerna arginin, vasopressin, och vid fasta.
Hos friska individer stimulerar dopamin utsöndring av GH, dock inte direkt utan genom dess påverkan på centrala nervsystemet. Vid akromegali är förhållandet omvänt, då dopaminagonister hämmar GH. Endogent östrogen korrelerar för kvinnor med att omvandlingen till IGF sjunker. Exogent östrogen påverkar GH-nivåerna olika för kvinnor, beroende på om det tillförs oralt eller kutant: oral administration orsakar en ökning GH och sänkning av IGF, men östrogenplåster påverkar inte GH-värdena.
Somatotropinreceptorer och insulinliknande tillväxtfaktorbindande protein (som binder somatomediner [IGF]) finns i hög grad i hjärnan där de påverkar aktiviteten på hippocampus, hypotalamus, putamen och plexus choroideus och medverkar till flera kognitiva funktioner, däribland inlärning och minnesfunktioner. Antalet bindningar i hjärnan minskar med stigande ålder. IGF, som är beroende av GH, reglerar hjärnans tillväxt och fungerar neuromodulerande.
Det är emellertid en akademisk tvistefråga huruvida GH direkt påverkar intelligensutvecklingen och beteendet hos barn, eller den intellektuella kapaciteten hos vuxna. Barn med låga GH-värden och dålig längdtillväxt har ofta intellektuella problem och beteendeproblem som liknar ADHD. Vissa studier av långtidsbehandling med GH, har belagt att barnens IQ ökar och att deras beteendeproblem förbättras, medan andra studier på barn utan intelligensstörningar har belagt att endast längdtillväxten påverkas och inte intelligensen. En nederländsk studie har sammankopplat GH-brist hos vuxna män med minnesstörningar, medan en amerikansk studie visat motsatta resultat där brist på GH i vuxen ålder inte yttrat sig kognitivt.

## Problem med tillväxthormonnivåerna
Hormonet är mycket betydelsefullt för längdtillväxten hos barn. Brist ger dvärgväxt. Överproduktion innan eller under puberteten ger jätteväxt (gigantism).
Överproduktion av GH hos vuxna individer ger vanligen ett tillstånd som kallas akromegali. Akromegali orsakas oftast av en godartad GH-producerande tumör och kommer inte leda till att personen växer på längden. Istället kommer personen få en förstoring av brosket i framförallt händer, fötter och ansikte. Detta ger ett för sjukdomen karakteristiskt utseende. Förhöjda nivåer tillväxthormon utan akromegali ökar dödligheten med två till tre gånger.
Omvänt är också tillväxthormonbrist en sjukdom som kan vara medfödd eller uppkomma under livet.
Larons syndrom är en ärftlig sjukdom som beror på en mutation på kromosom 5, som ger en särskild form av dvärgväxt. Sjukdomen orsakas av att tillväxthormon inte förmår bilda somatomedin (IGF).
Hypersekretion av tillväxthormon kan ske till följd av en endokrin rubbning, såsom hypoglykemi, ökad sekretion av ghrelin, eller (sannolikt) för könet onormala könshormonnivåer. För höga värden tillväxthormon ökar plasmanivån av trijodtyronin och sänker tyroxin och TSH, varvid ett plasmavärde uppstår som påminner om euthyroid-sick syndromes.
Hyposekretion kan likaså uppstå av endokrina rubbningar. Hyposekretion hos pojkar och män kan behandlas med aromatashämmare.